# Andrei Daniel Mihalca
Andrei Daniel Mihalca est un professeur roumain de parasitologie à l'USAMV de Cluj-Napoca en Roumanie.

## Biographie

### Carrière scientifique
Dès 2006, Andrei Daniel Mihalca réalise des expéditions en Afrique (Kenya).
C'est en Afrique qu'il fait, avec son équipe, la découverte d'une nouvelle espèce de poux et déclare à ce sujet : « Certains guerriers de la tribu Samburu ont capturé une antilope dik-dik, nous l'avons étudiée et ensuite nous l'avons laissée partir, mais nous avons trouvé des poux dessus, qui se sont révélés être une nouvelle espèce. ».
Il participe à la découverte d'une nouvelle espèce de protozoaire parasite, trouvée chez un lézard du Kenya.
Il participe à faire l'analyse génétique et la description d'une nouvelle espèce de tique parasitant des chauves-souris qui avait été découverte par une équipe de scientifique hongrois.
En 2019, il participe à la conception d'une application mobile permettant de visualiser de manière interactive la répartition géographique des 32 espèces de tiques en Roumanie, ainsi que 58 espèces de moustiques et huit phlébotomes. L'application fournit également des informations sur les maladies transmises par les tiques ou les moustiques.
En 2021, il participe à la découverte d'un insecte dans le județ de Constanța, près du lieu de naissance de la joueuse de tennis Simona Halep. Ce parasite sera nommé Phlebotomus simonahalepae en l'honneur de la sportive qui a accepté la proposition,,. La découverte a eu lieu lors d'une étude de surveillance de la population de vecteurs en Roumanie, financée par l'ECDC (Centre européen de prévention et de contrôle des maladies).
La même année, une équipe de scientifiques composée notamment de Andrei Daniel Mihalca lance un projet de médecine vétérinaire conservationniste dans l'archipel des Galapagos.

### Reconnaissance
Il fait partie des 2 % des scientifiques le plus cités au monde d'après le Top World Ranking of Scientists. La Roumanie compte 238 scientifiques dans ce top.